# Neopsolidium
Neopsolidium is een geslacht van zeekomkommers uit de familie Psolidae.

## Soorten
- Neopsolidium convergens (Hérouard, 1901)
- Neopsolidium kerguelensis (Théel, 1886)